# Liste von Wassertürmen in Iława

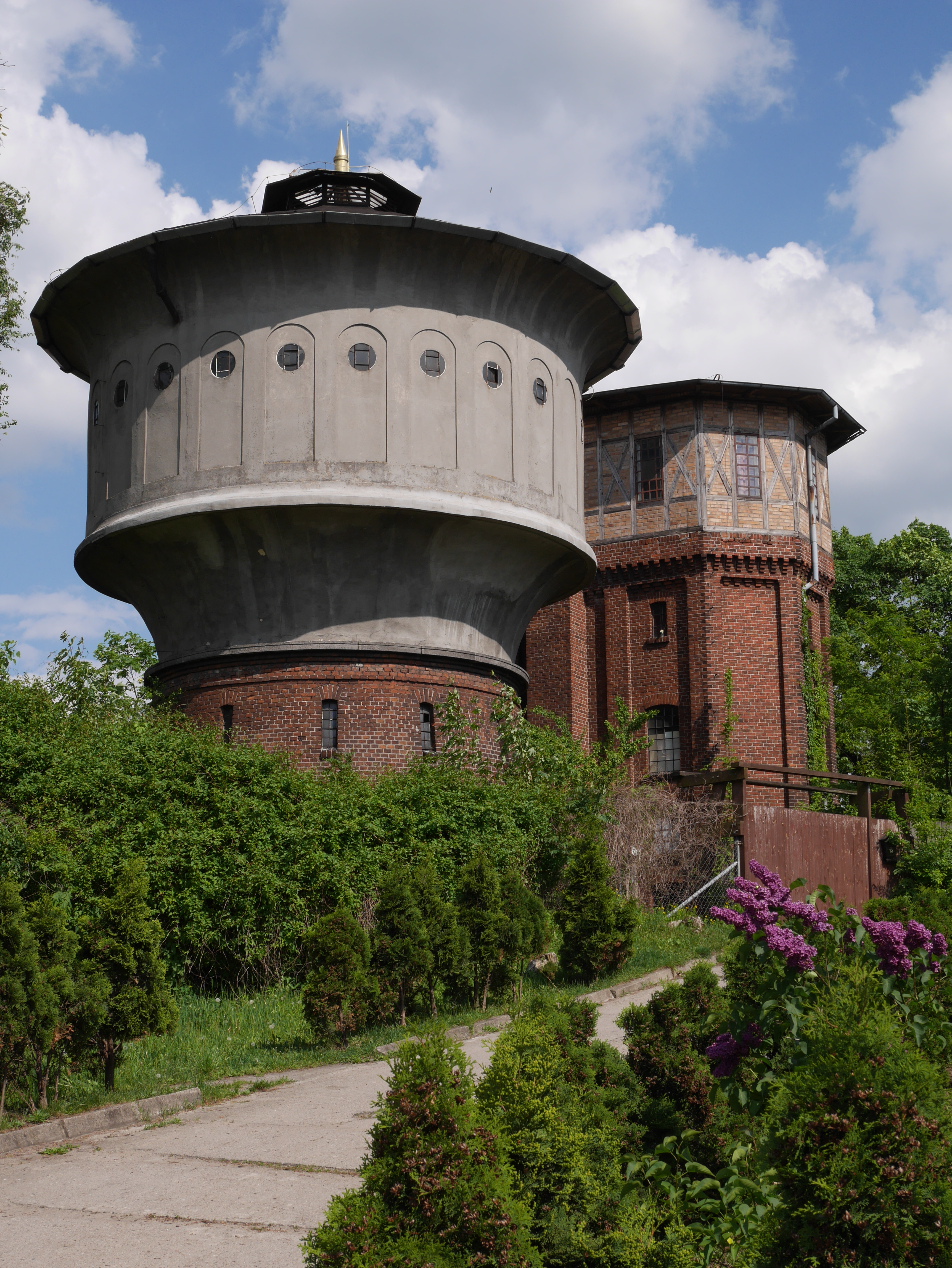
Wassertürme von 1915 und 1871 (hinten)

Die Liste von Wassertürmen in Iława verzeichnet die vorhandenen vier Wassertürme (polnisch wieże ciśnień) in Iława (deutsch Deutsch Eylau), einer Kreisstadt in der Woiwodschaft Ermland-Masuren in Polen. Sie kann um nicht mehr bestehende Türme ergänzt werden. Der Turm jenseits der Anlagen am gleichnamigen Bahnhof ist mit 45 Metern Höhe das höchste Backsteingebäude der Stadt. Bis auf den ältesten Wasserturm von 1871 sind die Bauwerke als Kulturdenkmale geschützt.

## Geschichte
Die westpreußische Garnisonsstadt Deutsch Eylau erhielt 1872 einen Bahnanschluss der Preußischen Ostbahn über die Strecke Thorn–Osterode. Die Verbindungen nach Danzig und Mława im russischen Weichselgebiet wurden durch die Marienburg-Mlawkaer Eisenbahn in den Jahren 1876 und 1877 eröffnet. Hinzu kamen Kleinbahnstrecken.
Von 1920 bis 1939 endete in der Stadt der Korridorverkehr der Polnischen Staatsbahn auf den Strecken zwischen Berlin und Insterburg (mit Kurswagen aus Breslau).

## Liste der bestehenden Wassertürmen in Iława

### Bahnwasserturm von 1871

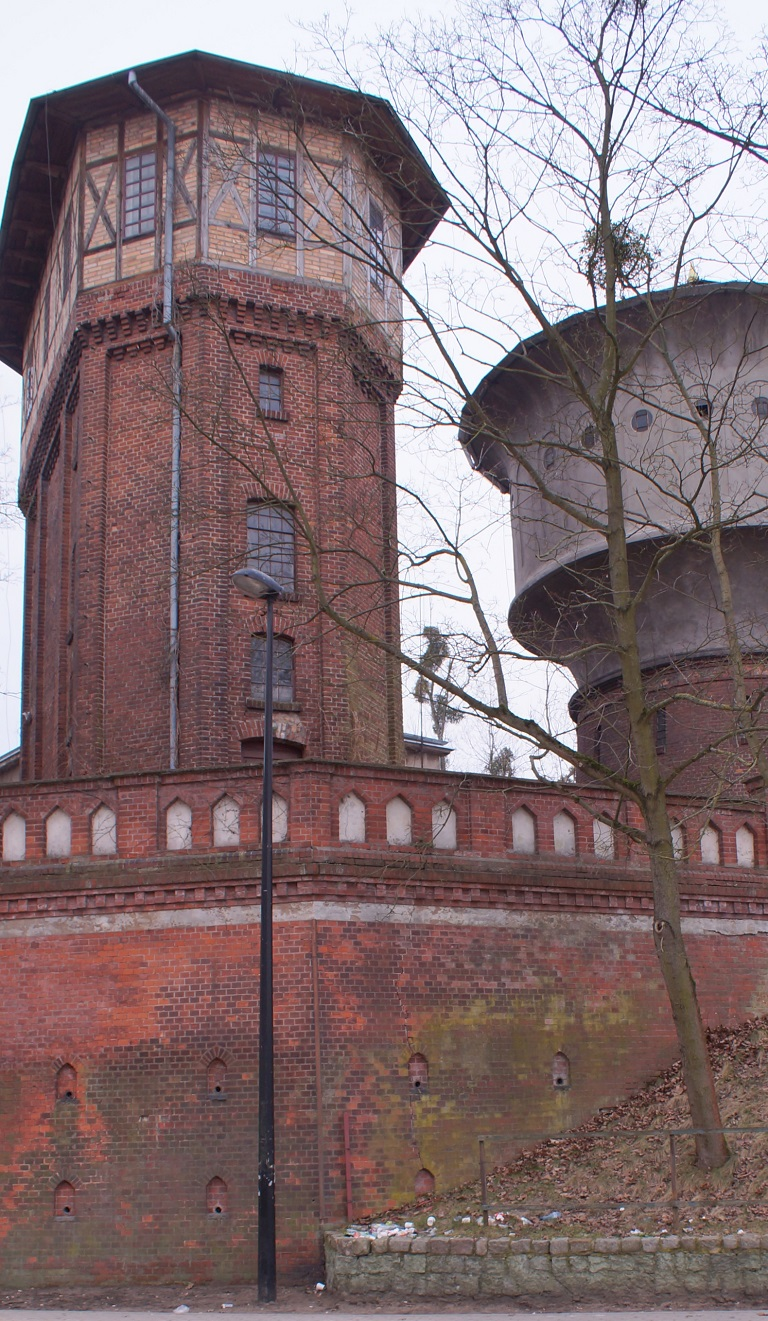
Wasserturm von 1871

Der Bahnwasserturm wurde 1871 auf einer kleinen Anhöhe (Lage) neben dem Bahnhof errichtet und diente der Versorgung der Dampflokomotiven mit Wasser. Auf einem Unterbau aus rotem Backstein, der mit Pilastern gegliedert ist, erhebt sich ein langgestrecktes, achteckiges Fachwerkgeschoss, das mit hellen Backsteinen ausgefacht ist. Der Hügel wird straßenseitig mit einer Stützmauer gesichert. Das Bauwerk ist nicht in das Denkmalregister der Woiwodschaft eingetragen (Stand: Dezember 2018). Unmittelbar benachbart wurde 1915 ein zweiter Turm errichtet.

### Wasserturm um 1904

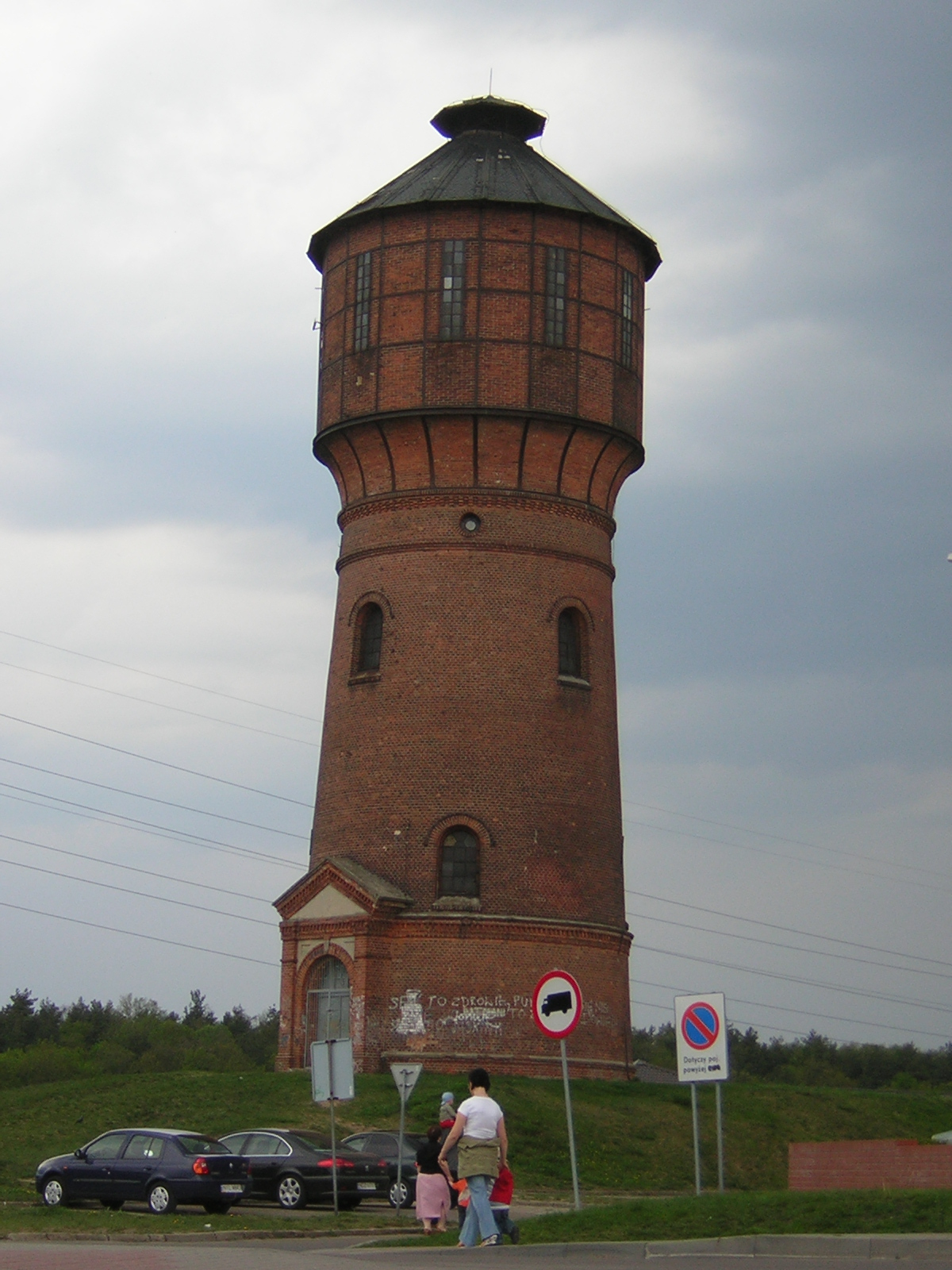
Wasserturm, um 1904

Der Wasserturm der städtischen Wasserversorgung wurde zwischen 1903 und 1905 am Jamielniker Weg (heute ulica 1 Maja (Lage) im Stadtteil Podleśne) errichtet. Die wirtschaftliche Entwicklung Eylaus nach dem Anschluss an den Schienenverkehr und den Oberländischen Kanal ermöglichte es der Stadtverwaltung, den Bau eines kommunalen Wasserversorgungs- und Abwassersystems in Auftrag zu geben. Im Jahr 1901 kaufte die Gemeinde 8,99 Hektar Land zur Errichtung eines Wasserwerks.
Der 27 Meter hohe Turm aus rotem Backstein hat einen Durchmesser von ungefähr zehn Metern. Sein Schaft verjüngt sich nach oben. Die Rundbogenfenster sind versetzt angeordnet. Der Baustil wird als neugotisch bezeichnet. Das Obergeschoss mit dem Wassertank besteht aus Stahlfachwerk, das ebenfalls mit rotem Backstein ausgefacht ist. Der Dachstuhl besteht aus Holz. Schmale, senkrechte Fensterbänder lassen Licht hinein. Die Fensterrahmen bestehen aus Metall. Im Innern des Turms führen gusseiserne Treppen nach oben. Das Eingangsportal ist mit Backsteinpilastern gegliedert und hat einen Dreiecksgiebel. Gefördert wurde das Wasser zunächst aus zwei Brunnen mit 15 und 18 Metern Tiefe. Die Pumpen wurden von Gasmotoren angetrieben.
Das Gebäude wurde am 18. März 1987 unter der Nummer 1539 (A-1954) in das Register der unbeweglichen Denkmale der Woiwodschaft Ermland-Masuren eingetragen und 2018 in ein dreijähriges Gemeindeprogramm für die Denkmalpflege in Iława aufgenommen.

#### Verwaltungsgebäude des Wasserwerks von 1903
Das Verwaltungsgebäude des Wasserwerks (polnisch budynek administracyjny Stacji Uzdatniania Wody; Lage) in der ulica Wodna befindet sich in der Nähe des städtischen Wasserturms. Es wurde am 4. Februar 2008 unter der Nummer A-4498 in das Denkmalregister der Woiwodschaft eingetragen und 2018 ebenfalls in das Gemeindeprogramm aufgenommen.

### Bahnwasserturm von 1915

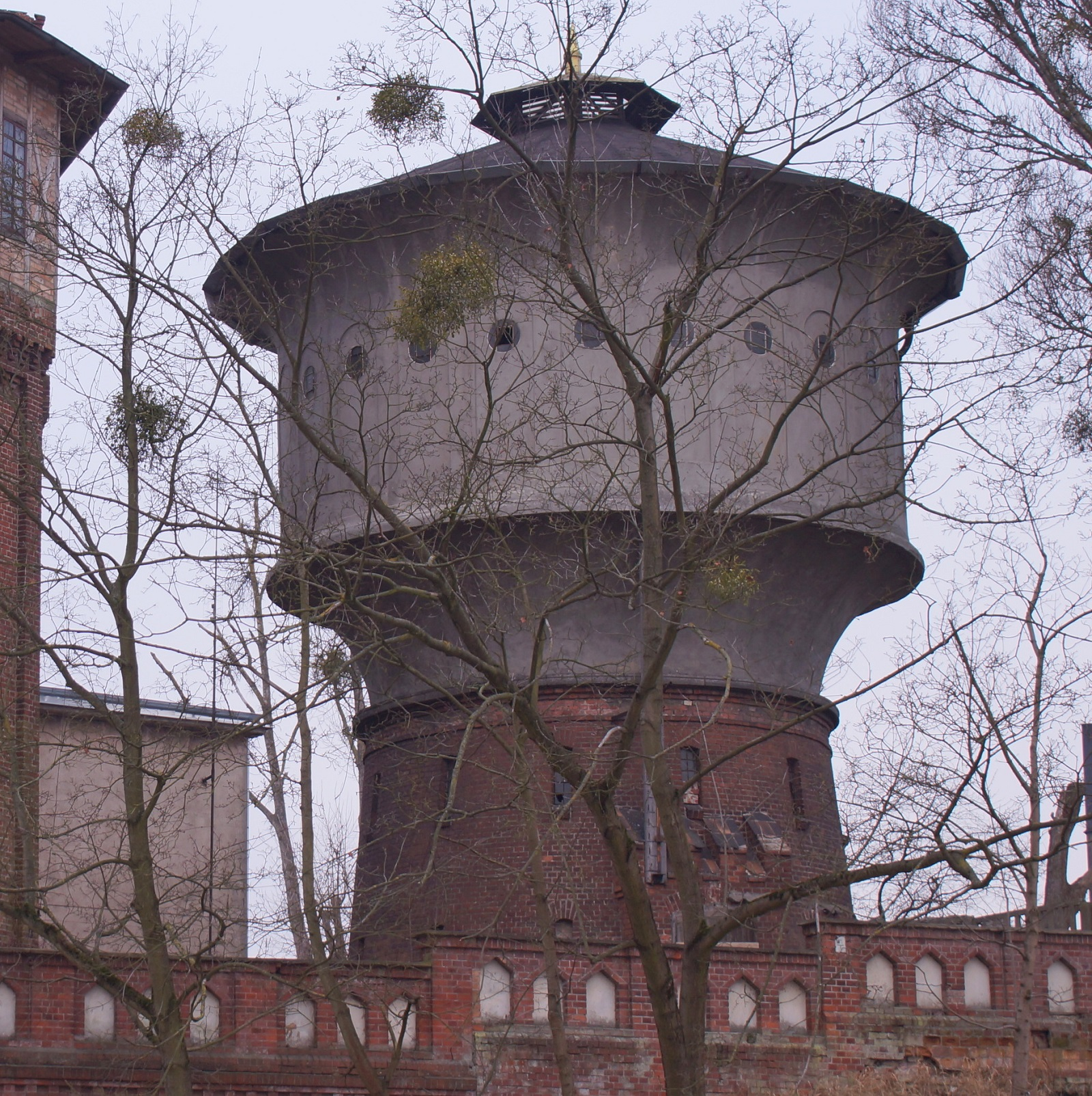
Wasserturm von 1915

Der „Bahnwasserturm Nr. 2“ (polnisch wieża kolejowa nr 2) steht auf der Anhöhe an der Dworcowa-Straße im Stadtteil Wojska Polskiego (Lage), direkt neben dem Turm von 1871. Nachdem 1905 in Eylau einen neuen Bahnhof erhielt, von dem täglich neun Züge nach Berlin fuhren, wurde zehn Jahre später ein weiterer Bahnwasserturm errichtet. Das Bauwerk hat eine Pilzform. Sein Schaft wurde aus rotem Backstein errichtet und durch schmale, senkrechte Fenster in regelmäßiger Anordnung gegliedert. Das mächtige Obergeschoss besteht dagegen aus Beton. Im Inneren befindet sich ein Wasserbehälter mit konkavem Boden und in der Mitte ein Schornstein mit einem Durchmesser von einem Meter, der mit einem Dachlüfter und einem Blitzableiter gekrönt wird. Der Tank mit einem Fassungsvermögen von 250 m³ ist über Betontreppen und eine Leiter zu erreichen. Das Geschoss zeigt heute kleine runde Fenster, während es 1915 mit hohen Rundbogenfenstern ausgestattet war.
Das Gebäude wurde am 28. Dezember 1998 unter der Nummer 1618 (A-4096) in das Register der unbeweglichen Denkmale der Woiwodschaft eingetragen und 2018 ebenfalls in das Gemeindeprogramm für die Denkmalpflege aufgenommen.

### Bahnwasserturm von 1942

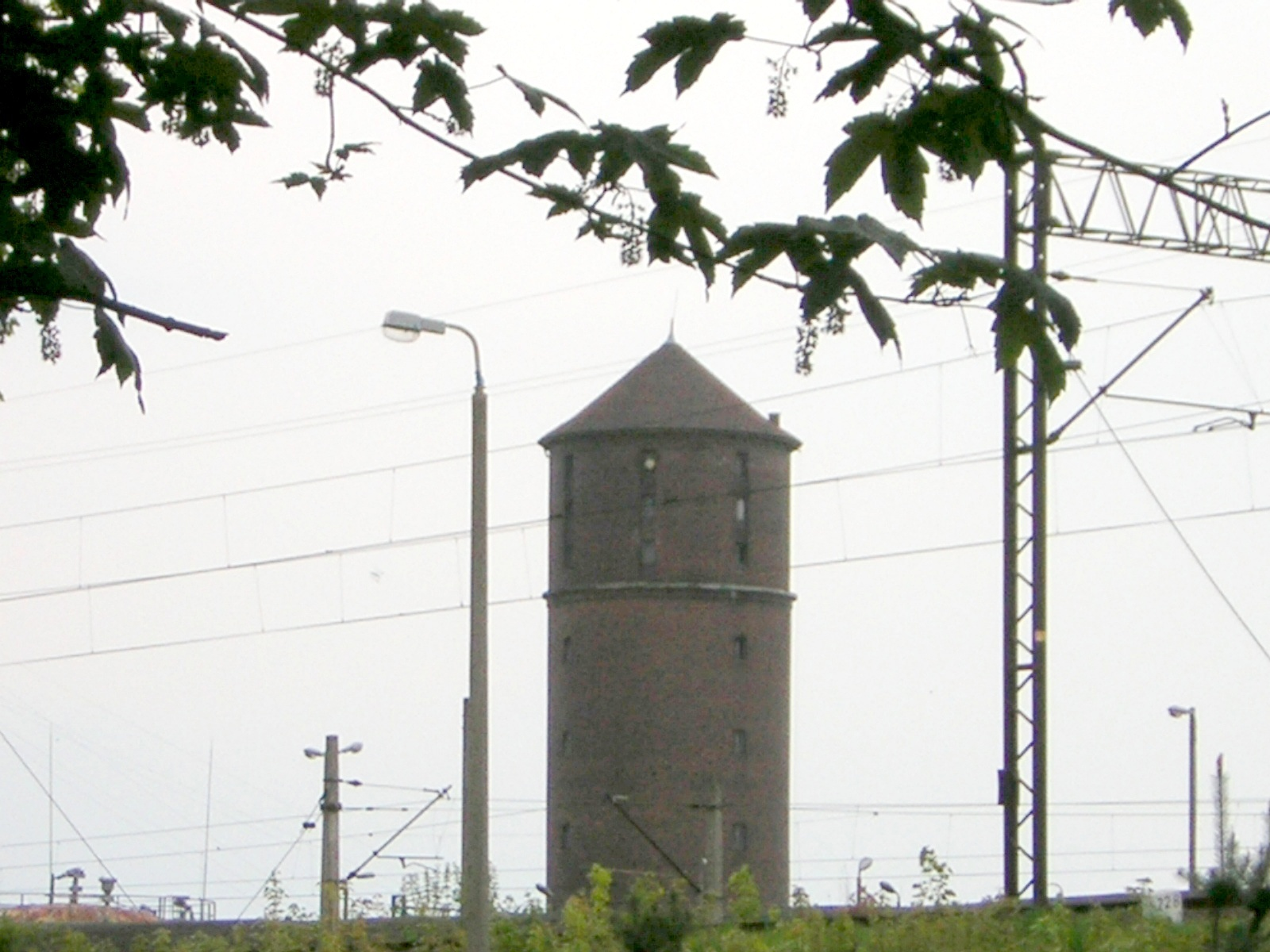
Wasserturm von 1942

Ein weiterer Wasserturm befindet sich im Zakłady Naprawcze Taboru Kolejowego (ZNTK), dem Fahrzeugreparaturwerk an der ulica Kolejowa (Lage). Es befindet sich im Fahrzeugreparaturwerk. Das Bahnbetriebswerk Deutsch Eylau (Dy) wurde 1911 als Betriebswerkstätte eingerichtet. Ihre Bedeutung stieg 1920, da hier die Züge des Korridorverkehrs deutsche Lokomotiven zur Weiterfahrt nach Insterburg erhielten. Der 1942 errichtete Wasserturm hatte vermutlich einen Vorgängerbau. Der zylindrische Backsteinbau mit einem konstanten Durchmesser hat eine Höhe von etwa 45 Metern. Die tragende Struktur des Bauwerks mit sechs Stockwerken besteht aus vier Säulen, auf denen die Decke ruht, die auch der Boden des Tanks ist. Schmale Fenster lassen Licht in das Innere.
Das Gebäude wurde am 28. Dezember 1998 unter der Nummer 1619 (A-4095) in das Register der unbeweglichen Denkmale der Woiwodschaft eingetragen und 2018 ebenfalls in das Programm der Stadt für die Denkmalpflege aufgenommen.